# Le Cheval de bronze

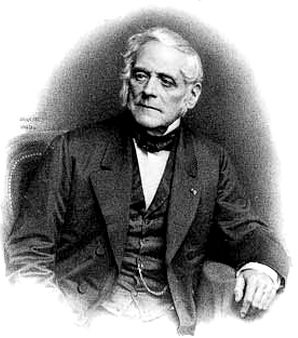
Daniel Auber

Le Cheval de bronze (Bronshästen) är en opéra comique i tre akter med musik av Daniel Auber och libretto av Eugène Scribe.

## Historia
Operan hade premiär den 23 mars 1835 på Opéra-Comique i Paris. 1857 omarbetade Auber verket till en operabalett i fyra akter med extra recitativ och balettnummer. Denna version hade premiär den 21 september 1857 på Parisoperan men det ansågs att musiken var för lättviktig för den stora operascenen. Operabaletten spelades 21 gånger åren 1857-59. 

## Personer
- Prins Yang, kejserlig prins av Kina (tenor)
- Stella, prinsessa av Mogulriket (sopran)
- Tsing-Sing, en mandarin (tenor)
- Tchin-Kao, en rik bonde (baryton)
- Tao-Jin (sopran)
- Péki, Tchin-Kaos dotter (sopran)
- Yan-Ko, en ung dräng (tenor)
- Lo-Mangli, Stellas hovdam (sopran)
- Stellas hovdamer, soldater, bönder, hovfolk (kör)

## Handling
Péki ska mot sin vilja giftas bort med mandarinen Tsing-Sing, som redan har fyra fruar. Péki möter prins Yang och berättar för honom att hon redan är förälskad i den fattige drängen Yan-Ko, som mystiskt försvann upp i skyn sex månader tidigare ridande på en bronshäst. Yan-Ko återvänder plötsligt men vädrar svara på var han varit. Prinsen avbryter Pékis bröllop och beordrar Tsing-Sing att flyga iväg på hästen med honom. Obekymrad över det inställda bröllopet finner Pékis fader en annan rik, gammal man för sin dotter. Hon beslutar sig att fly med Yan-Ko. Tsing-Sing återvänder på bronshästen men utan prinsen och vägrar avslöja något om sitt äventyr då han i så fall kommer förvandlas till en staty. Olyckligtvis pratar han i sömnen och både han och Yan-Ko förvandlas till sten. Péki beslutar sig för att rida iväg på hästen för att rädda honom. Hästen tar den till man förklädda Péki till prinsessan Stellas palats på planeten Venus. Péki måste vinna Stellas magiska armband för att rädda sin älskade från förbannelsen. Stella, som tror att Péki är en man, låter en grupp av vackra kvinnor försöka förföra Péki, som lätt motstår frestelsen. Péki återvänder till jorden. Där finns ytterligare en stenstaty, prins Yang som inte kunde motstå att kyssa Stella har också förvandlats till sten. Péki använder armbandet till att frige Yan-Ko och prins Yang, men hon vägrar att frige Tsing-Sing förrän han har lovat att ge upp alla giftermålsplaner med henne. Äntligen kan Péki gifta sig med Yan-Ko, och prins Yang kan gifta sig med prinsessan Stella.